# محمية وادي الأسيوطي
محمية وادي الأسيوطي بأسيوط، هي محمية إكثار أحيائي متعدد الأغراض بوادي الأسيوطي على حافة هضبة الصحراء الشرقية، وتنقسم إلى قسمين رئيسيين:
- تربية وإكثار الحيوانات البرية.
- تربية وإكثار الأصول الوراثية النباتية.

## أقسام المحمية

### تربية وإكثار الحيوانات البرية
توجد بالمحمية إمكانات تربية وإكثار الغزال المصري والماعز الجبلي والكبش الأروي والنعام والحمار الوحشي وبعض الزواحف.

### تربية وإكثار الأصول الوراثية النباتية
بيئة المحمية صالحة لتجميع الأصول النباتية المهددة بالانقراض وبخاصةً أنواع النخيل والأشجار والشجيرات وأزهار الزينة والصبارات والنباتات العصارية والنباتات الطبية والعطرية التي تعتبر أصولاً وراثية لمحاصيل نقدية مهمة، ويتم استزراع أنواع عديدة في منطقة المحمية بتجميع الأصول البرية من المناطق المجاورة وإكثارها.

## روابط خارجية
- محمية «وادى الأسيوطى». تستنجد من مافيا الأراضى ، الأهرام في 7 مايو 2014
- البيئة: إطلاق سراح 31 صقرًا من الأنواع النادرة بمحمية وادي الأسيوطي ، الأهرام في 9 نوفمبر 2014